# Эта (ураган)
Ураган «Эта» (англ. Hurricane Eta) — разрушительный ураган 4 категории, который нанёс серьёзный ущерб некоторым частям Центральной Америки в начале ноября 2020 года. Третий по силе ноябрьский ураган в Атлантике за всю историю наблюдений после урагана на Кубе и урагана Йота, образовавшегося всего две недели спустя.
По мере приближения урагана вдоль побережья Гондураса и на северо-востоке Никарагуа были выпущены предупреждения об урагане. Более 10 000 человек были перемещены в убежище в Пуэрто-Кабесасе из ближайших деревень. Ураган повредил линии электропередач и повырывал с корнями деревья, посрывал крыши и вызвал наводнение в Пуэрто-Кабесасе. В целом по всей Центральной Америке в результате урагана погибло не менее 200 человек, в том числе 74 в Гондурасе, 53 в Гватемале, 27 в Мексике, 19 в Панаме, по два в Никарагуа и Коста-Рике и один в Сальвадоре. После того, как система начала реорганизовываться в Карибском бассейне, 5 ноября на Каймановых островах, Кубе, Багамских Островах и во Флориде были выпущены предупреждение про тропический шторм. Ураган принёс проливные дожди и порывистые ветры на Каймановы острова и Кубу, последняя уже имела дело с разливом рек, вызвавшим эвакуацию во время прохождения урагана Лаура в сентябре 2020 года. Сильные дожди и ветры были зарегистрированы на всей территории Флорида-Кис, в Южной Флориде, что привело к масштабным наводнениям. Второй выход на берег принесли штормовой нагон и порывистый ветер на западное побережье Центральной Флориды и дополнительные дожди в северную Флориду. Один человек был убит во Флориде в результате удара током во время наводнения. Влага от шторма в сочетании с холодным фронтом на севере принесла проливные дожди и внезапные наводнения в Южную и Северная Каролины и Виргинию, убив еще пять человек в этих штатах. В целом было зарегистрировано, 11 смертей из-за шторма в США. По состоянию на декабрь 2020 года, во всех пострадавших районах погибло не менее 211 человек, еще 120 пропали без вести, а ущерб составил почти 8 миллиардов долларов США во всех пострадавших районах.
Усилия по оказанию помощи пострадавшим от урагана были широкомасштабными, с участием нескольких стран. Примерно 2,5 миллиона человек пострадали от шторма, в том числе 1,7 миллиона в Гондурасе. Многие подразделения экстренного реагирования должны были быть отправлены со всего мира для оказания помощи пострадавшим. Около 98 тонн еды и воды было доставлено в Никарагуа и Гондурас из Панамы. Людей, оставшихся без крова, переселили в различные приюты после урагана. Пострадавшим странам были переданы пожертвования на миллионы долларов США для помощи в выздоровлении. Однако две недели спустя на Центральную Америку обрушился ураган Йота, который еще больше усугубил ситуацию в регионе.